# Szołdry
Szołdry (niem. Scholdern) – wieś w Polsce położona w województwie wielkopolskim, w powiecie śremskim, w gminie Brodnica.
W latach 1975–1998 miejscowość administracyjnie należała do województwa poznańskiego.
Wieś położona 4 km od Brodnicy przy drodze wojewódzkiej nr 310 (Śrem – Czempiń – Głuchowo). We wsi znajduje się skrzyżowanie z drogą powiatową nr 4063 do Grzybna.
Wieś pierwszy raz w dokumentach z 1388 roku, były wtedy własnością Szołdrskich. W 1725 Anna z Szołdrskich wychodząc za mąż za Antoniego Wyssogota-Zakrzewskiego wniosła Szołdry jako posag. Około połowy XIX wieku wieś kupił Dezydery Chłapowski. W jego rodzinie miejscowość pozostawała do II wojny światowej. W Szołdrach urodził się 16 września 1877 roku pomolog Mieczysław Bolesław Hoffman.

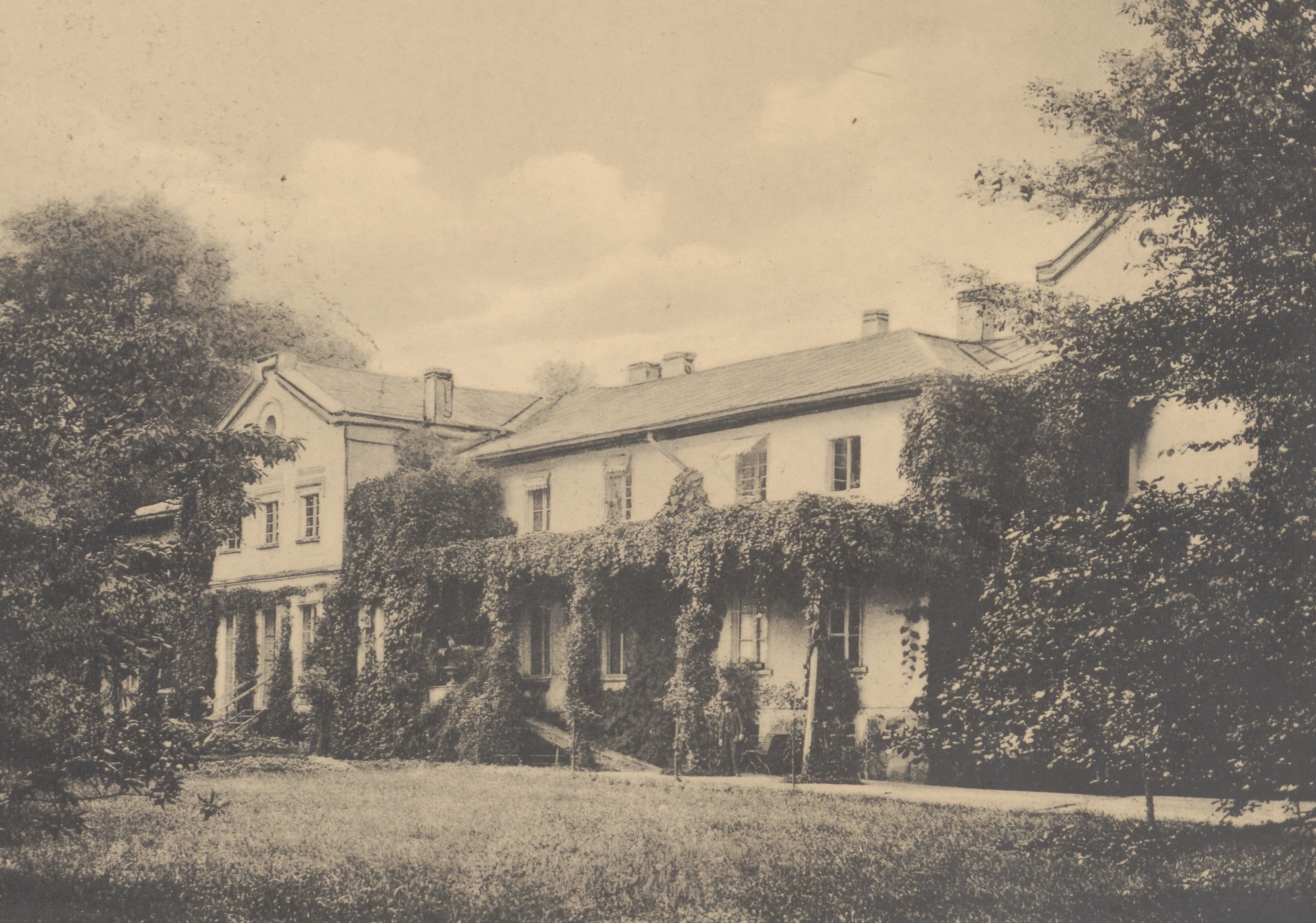
Widok dworu przed 1912

Zabytkiem wsi prawnie chronionym jest zespół dworski, w skład którego wchodzi:
- dwór z 1750 roku o cechach barokowych, rozbudowany w XIX wieku;
- park krajobrazowy z końca XVIII wieku, a w nim m.in.: 3 platany klonolistne o obwodzie 508 – 620 cm, 2 jesiony wyniosłe o obwodzie 440 cm i 450 cm, lipa o obwodzie 565 cm, dwa stawy;
- spichrz z 1880 r.

We wsi znajduje się kaplica bł. Matki Teresy projektu Lechosława Kuczyńskiego, która należy do parafii pw. św. Katarzyny Aleksandryjskiej w Brodnicy.

## Demografia
Liczba mieszkańców miejscowości w poszczególnych latach:
| Rok  | Liczba mieszkańców |
| ---- | ------------------ |
| 1998 | 262                |
| 2002 | 222                |
| 2009 | 227                |
| 2011 | 222                |
| 2021 | 236                |

Od roku 1998 do 2021 liczba osób żyjących w miejscowości zmniejszyła się o 9,9%.